# Dahle
Dahle er en biflod til Elben i Sachsen. Navnet på floden bygger på den største by denne løber forbi kaldet Dahlen.
| Vandsport/vandtransport | Spire Denne vandsports- eller vandtransportsartikel er en spire som bør udbygges. Du er velkommen til at hjælpe Wikipedia ved at udvide den. |

51°26′10″N 13°11′32″Ø / 51.4362°N 13.1922°Ø